# Utility Compressione
Utility Compressione (fino a Mac OS X Leopard BOMArchiveHelper) è un'applicazione sviluppata dalla Apple Inc. per il sistema operativo macOS. Essa permette di comprimere e decomprimere documenti.
È possibile utilizzarla per creare degli archivi ZIP scegliendo Comprimi nel menu del Finder o in quello contestuale.
Su sistemi precedenti a Mac OS X Leopard, l'applicazione si chiamava BOMArchiveHelper e non aveva una vera e propria interfaccia. BOM è un acronimo che sta per Bill of Materials.

## Funzionalità
L'applicazione viene aperta quando si tenta di aprire o creare un archivio dal Finder. Viene quindi mostrata una grafica minima, che permette di modificare le preferenze dell'utility o scegliere il file da comprimere o decomprimere.

### Formati supportati
I formati supportati da Utility Compressione sono:
- bzip2 (.bz, .bz2)
- cpgz (cpio gzippato)
- cpio (.cpio)
- gz (.gzip, .gz)
- tar (.tar)
- .tgz (tar gzippato)
- tbz, tbz2 (tar bzippato)
- compress (.Z)
- ZIP (formato di file) (.zip) – gli archivi ZIP protetti da password non sono supportati